# Lisbon Ripper
The Lisbon Ripper er en uidentificeret seriemorder, der myrdede tre kvinder mellem 1992 og 1993 i Lissabon, Portugal.

## Forbrydelser
- Det første offer var Maria Velentina med kælenavnet ” Tina” på 22 år, som blev fundet den 31. juli, 1992 i en stor hytte i Póvoa de Santo Adrião. Hun var blevet kvalt, flænset og nogle indre organer var blevet fjernet.[1][2][3]

- Det andet offer, Maria Fernanda, alder 24, blev fundet den 27. januar,1993 i en hytte i Entrecampos. Hun var også blev flænset og flere indre organer var blevet fjernet. [1][2][3]

- Det tredje og sidste offer var Maria João på 27 år blev fundet den 15. marts 1993 tæt ved, hvor man havde fundet det første offer. Som de tidligere ofre var hun blevet flænset, og denne gang var næsten alle de indre organer fjernet.[1][2][3]

Alle ofrene var unge brunetter måske prostituerede og stofmisbruger, og de blev alle flænset med en skarp genstand, som ikke var en kniv.

## Efterforskningen
Der blev fundet meget få eller slet ingen beviser på gerningsstederne: ingen blod (udover ofrenes), hår, fodaftryk, fingeraftryk eller handskemateriale. Politiet havde nogle mistænkte men ingen beviser.

## Andre forbrydelser
Der blev fundet yderlig to lig, efter sigende prostituerede.
Der er også sket lignende mord i Holland, Tjekkiet, Danmark og Belgien.
Der har været spekulationer, om the Lisbon Ripper kan have været den seriemorder som var aktiv i New Bedford i Massachusetts i 1988.